# Trichoscarta excisa
Trichoscarta excisa är en insektsart som beskrevs av Schmidt 1910. Trichoscarta excisa ingår i släktet Trichoscarta och familjen spottstritar. Inga underarter finns listade i Catalogue of Life.